# Hafei
Hafei Motor Co. Ltd., conocida simplemente como Hafei (en chino: 哈飞汽车), fue un fabricante de automóviles chino, que actualmente funciona como subsidiaria de Changan Ford (una sociedad 50/50 entre Changan Motors y Ford Motor Company). Fue fundada en 1950 y tiene su sede en Harbin, Heilongjiang, China. Fabrica principalmente vehículos de pasajeros. Anteriormente, cuando operaba de manera independiente fabricaba sedanes, vehículos monovolúmenes, vehículos y camiones pequeños y furgonetas de uso comercial liviano.

## Historia

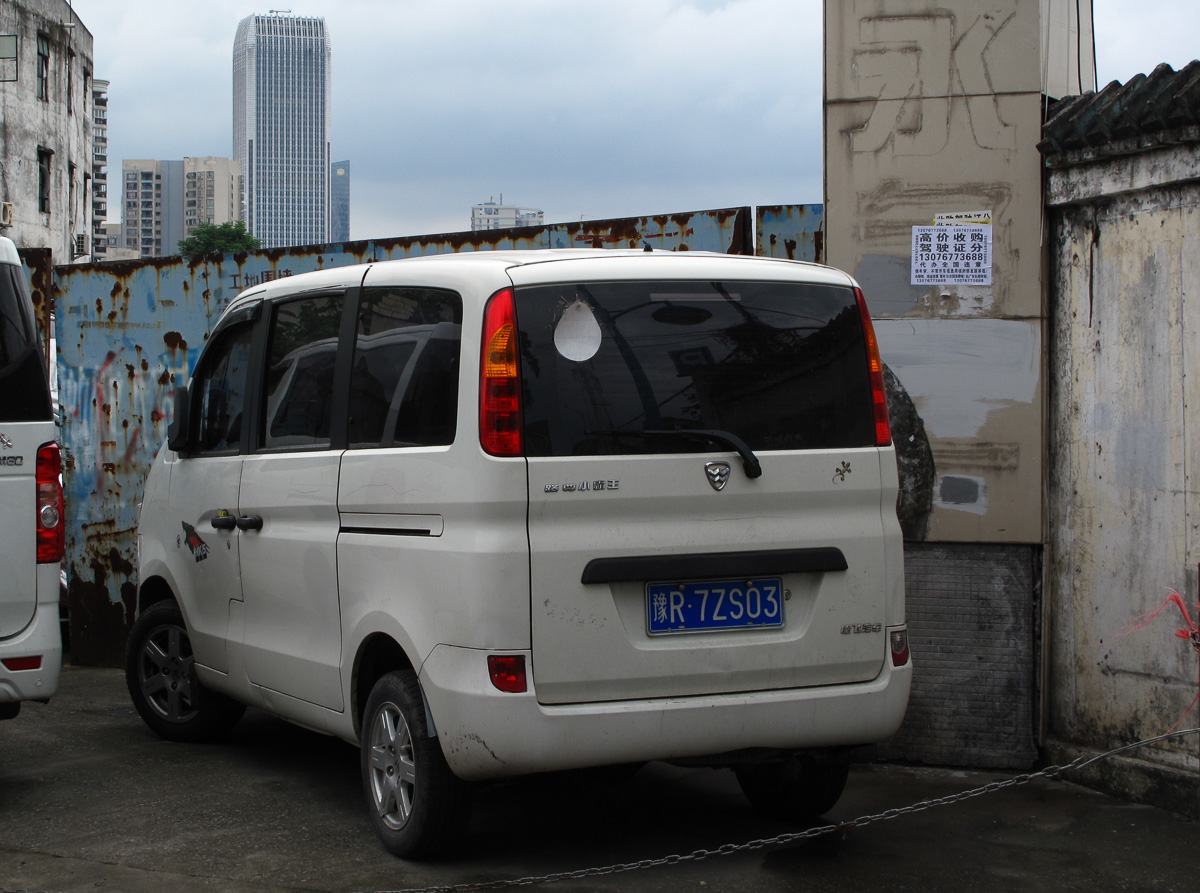

Hafei fue anteriormente propiedad de la fabricante de aeronaves Aviation Industry Corporation of China, a través de Harbin Aircraft Manufacturing Corporation. Los productos más antiguos eran minivans basados Suzuki Carry bajo la marca Hafei y camiones vendidos bajo la marca Songhuajiang, llamado así por el río Songhua. Desde 2002 se vendieron directamente bajo la marca Hafei. Los vehículos de Hafei siempre han llevado el código de identidad "HFJ", sin importar la marca.
Para 2009, la empresa exportó sus productos a un total de 40 países.
Ese mismo año, Chang'an Automobile Group compró la mayoría de los activos de Hafei, impulsado por una política estatal china destinada a consolidar la industria nacional de fabricación de automóviles.
En 2015, Changan anunció que finalizaría toda la producción de Hafei y convertiría las líneas existentes para servir a Changan Ford.

## Producción
Hafei tiene instalaciones de producción en el norte de China.

## Modelos históricos
Hafei produjo automóviles ligeros y monovolúmenes, además de camiones pequeños y furgonetas comerciales. Estos vehículos constituían la mayor parte de la línea de modelos Hafei. Pininfarina diseñó muchas de los modelos ofrecidos de Hafei.

### Modelos
- Baili, un pequeño coche urbano
- Lobo, un pequeño coche urbano, diseñado por Pininfarina.[9]
- Zhongyi, diseñado por Pininfarina[9]
- Zhongyi V5, un microvan basado en el Chana Star 5
- Junyi, un microvan basado en el Chana Star S460
- Ruiyi, una mini camioneta basada en el Hafei Zhongyi
- Minyi, (Xinminyi / Luzun-Xiaobawang) un microvan y una camioneta
- Luzun-Dabawang, un microvan
- Xiaobawang, un microvan
- Saibao III, sedán compacto diseñado por Pininfarina
  - El automóvil eléctrico Coda Sedan de Coda Automotive utilizó la carrocería Saibao III con diferentes fascias delanteras y traseras.[10] Esta variante puede haber estado disponible en partes de China c. 2013.[11]
- Saibao V, diseño compacto de Pininfarina para sedán de tamaño mediano
- Saima , un Mitsubishi Dingo fabricado con licencia es un pequeño automóvil urbano que se agregó a la línea de productos Hafei en abril de 2001.[4][12]
- Hafei Songhuajiang HFJ6350 (松花江), un Suzuki Carry de octava generación rebautizado construido con licencia.Este modelo tuvo una gran popularidad en China durante la década de 1990.
- Hafei Songhuajiang HFJ7080D / HFJ7130, un sedán rebautizado del Yulon Sunny 303. El montaje se llevó a cabo entre 1992 y 1993 y se equipó con un motor Mitsubishi de 1,3 litros.[13]

### Galería

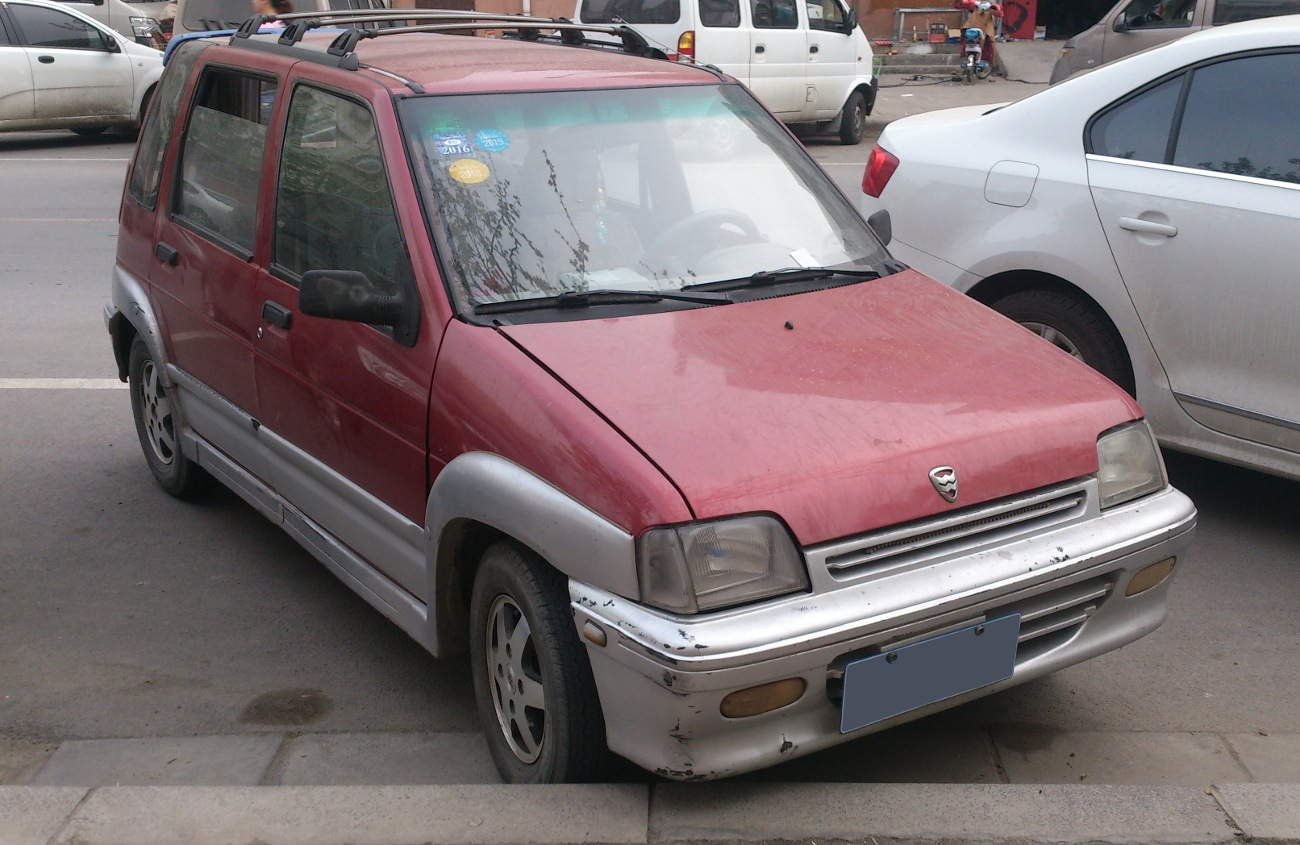
Hafei Baili
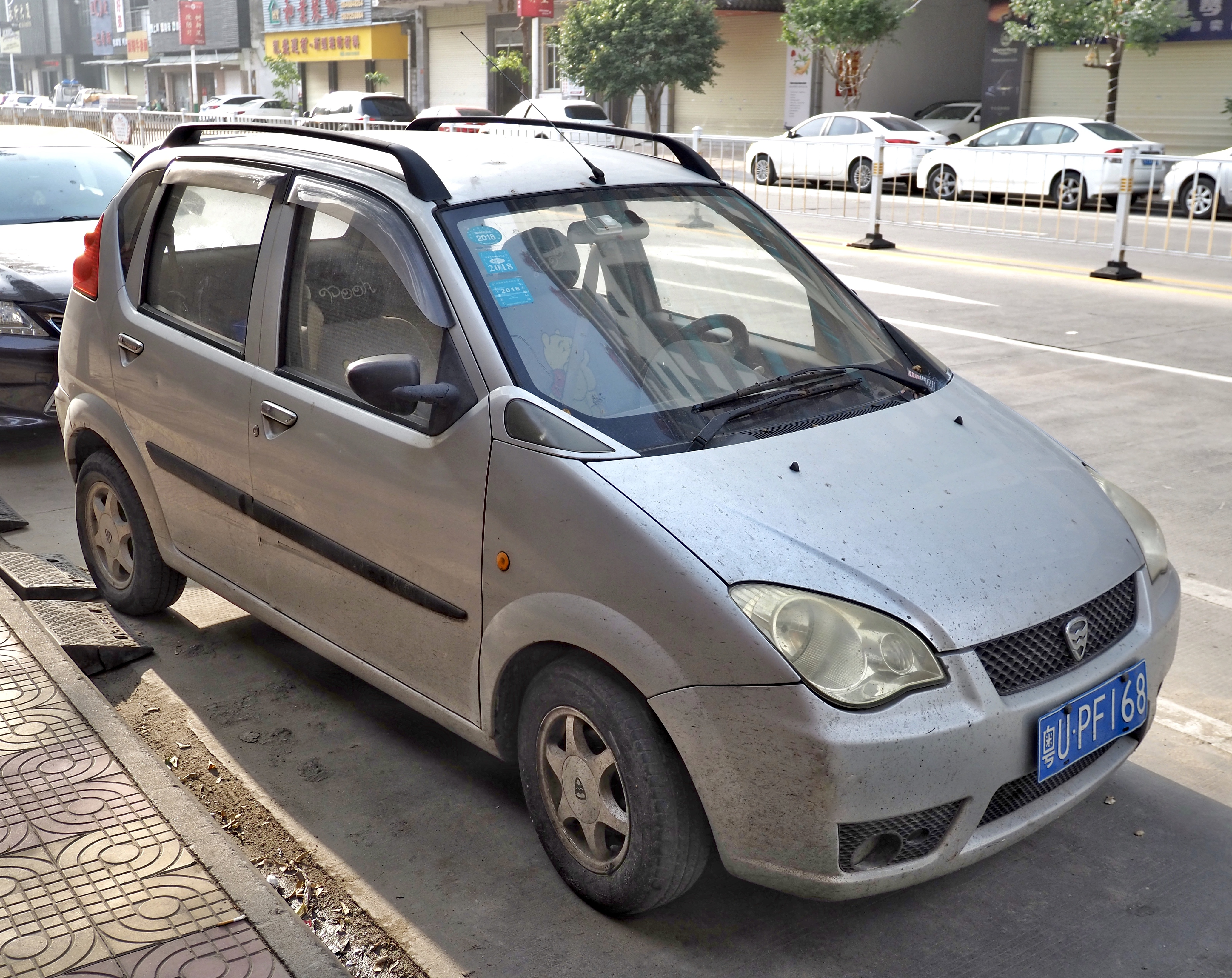
Hafei Lobo
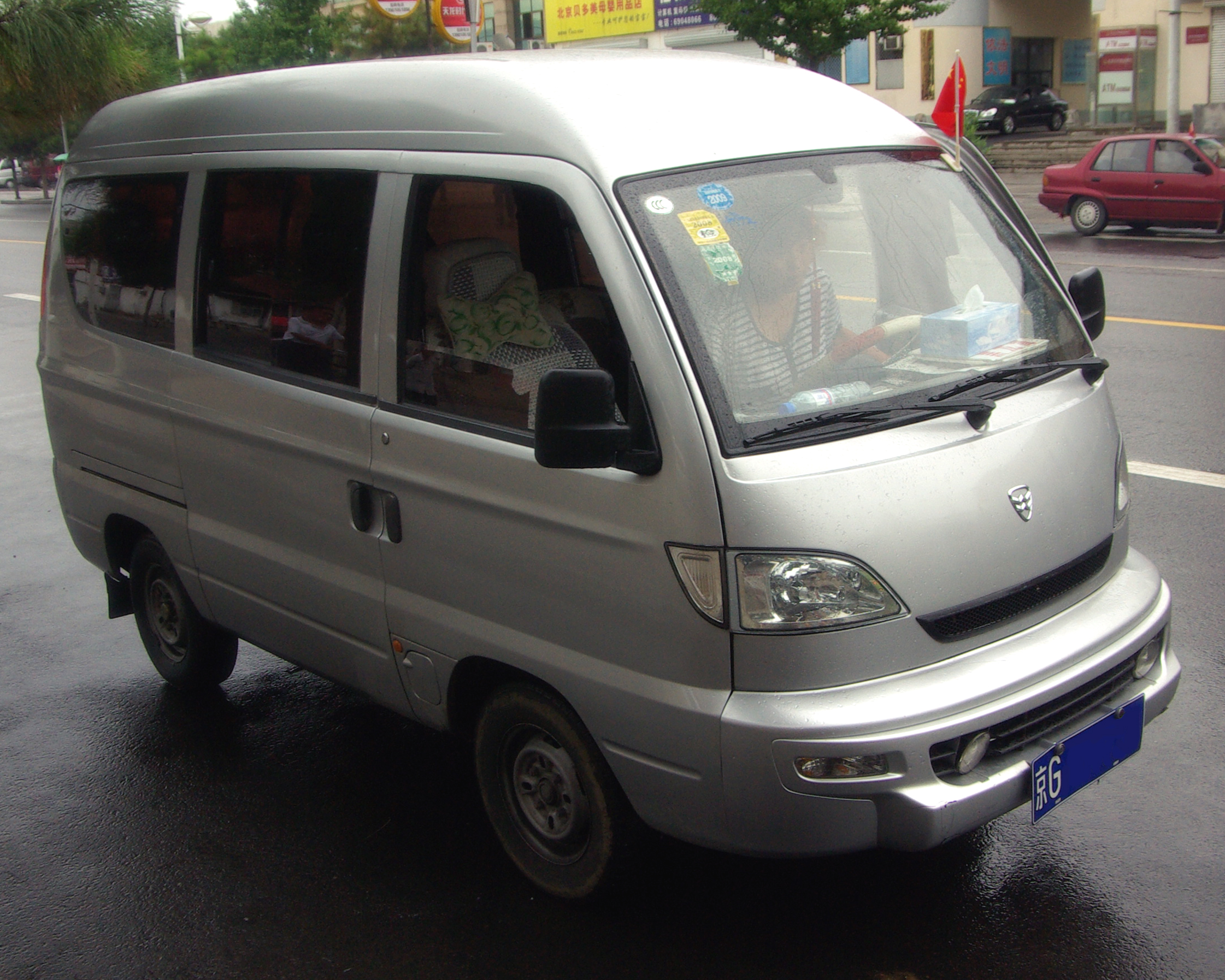
Hafei Zhongyi
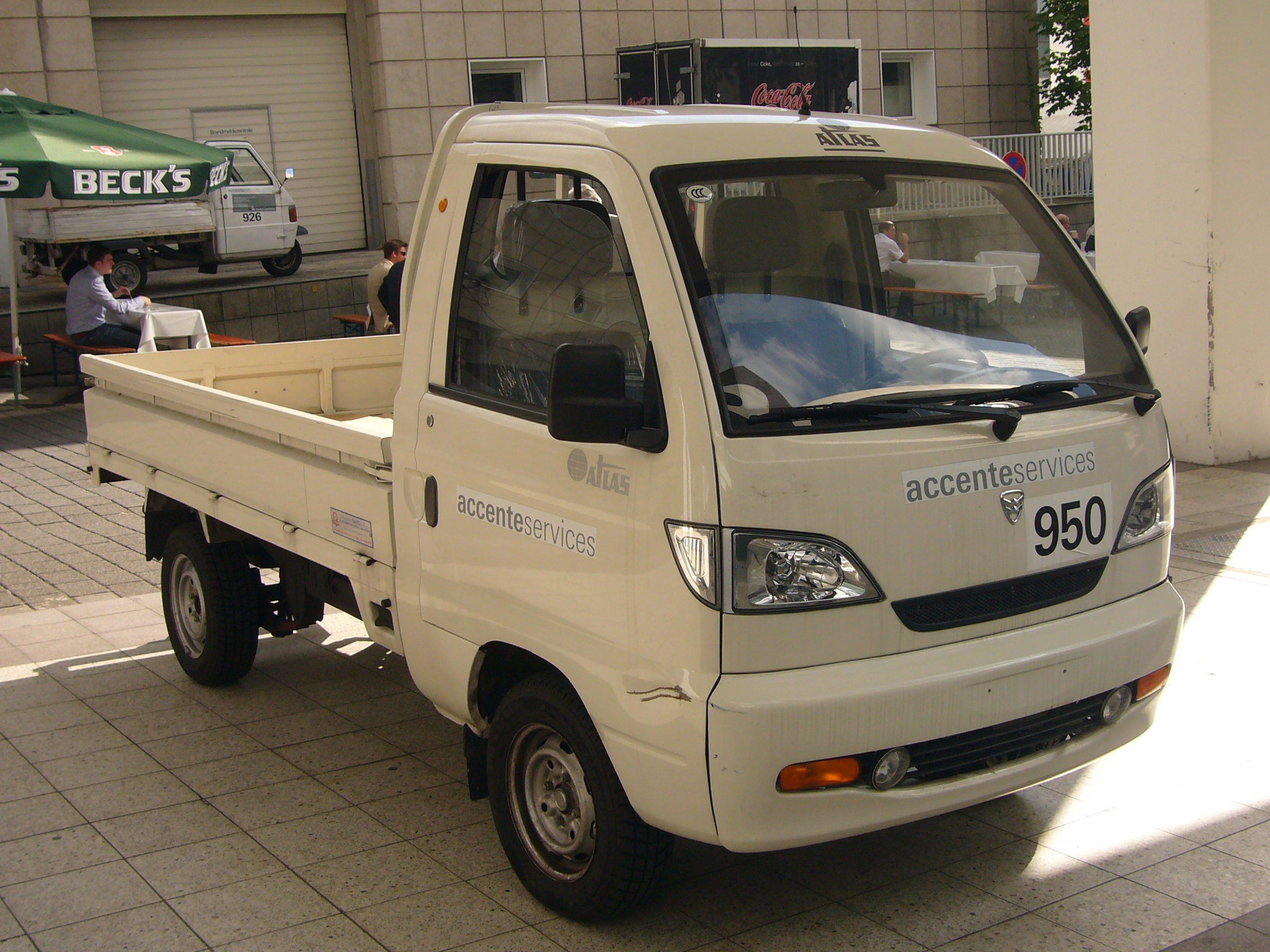
Hafei Ruiyi
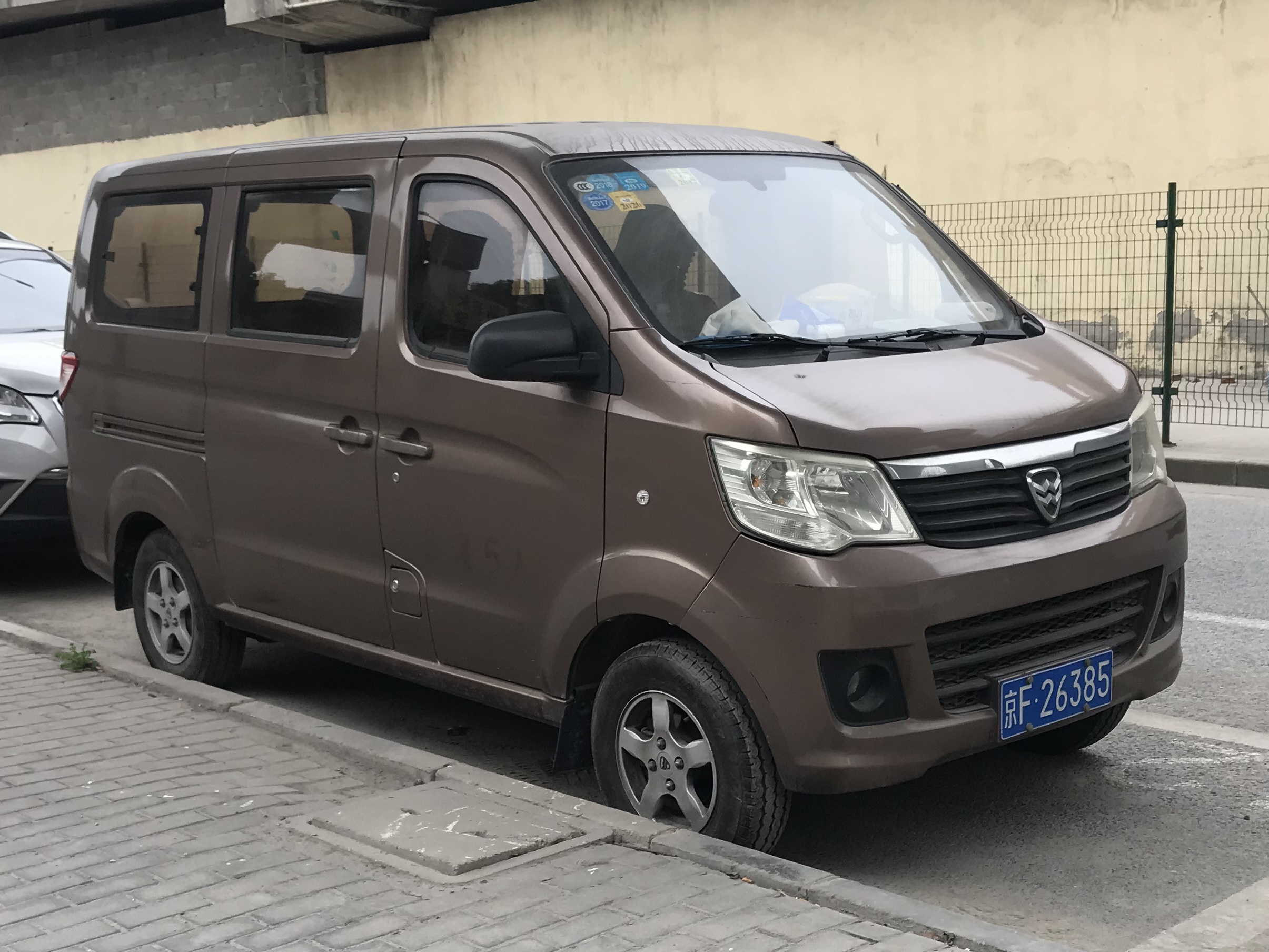
Hafei Zhongyi V5
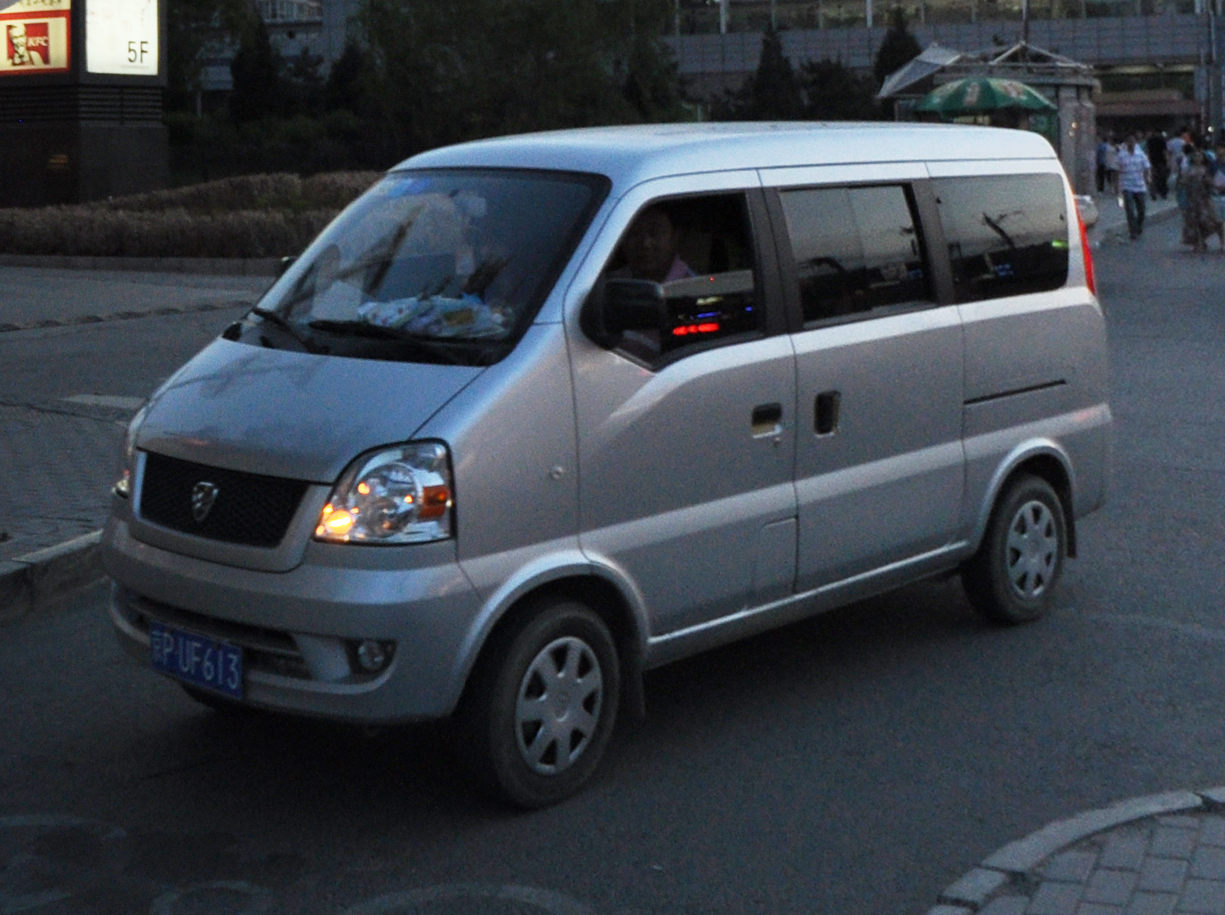
Hafei Minyi M408
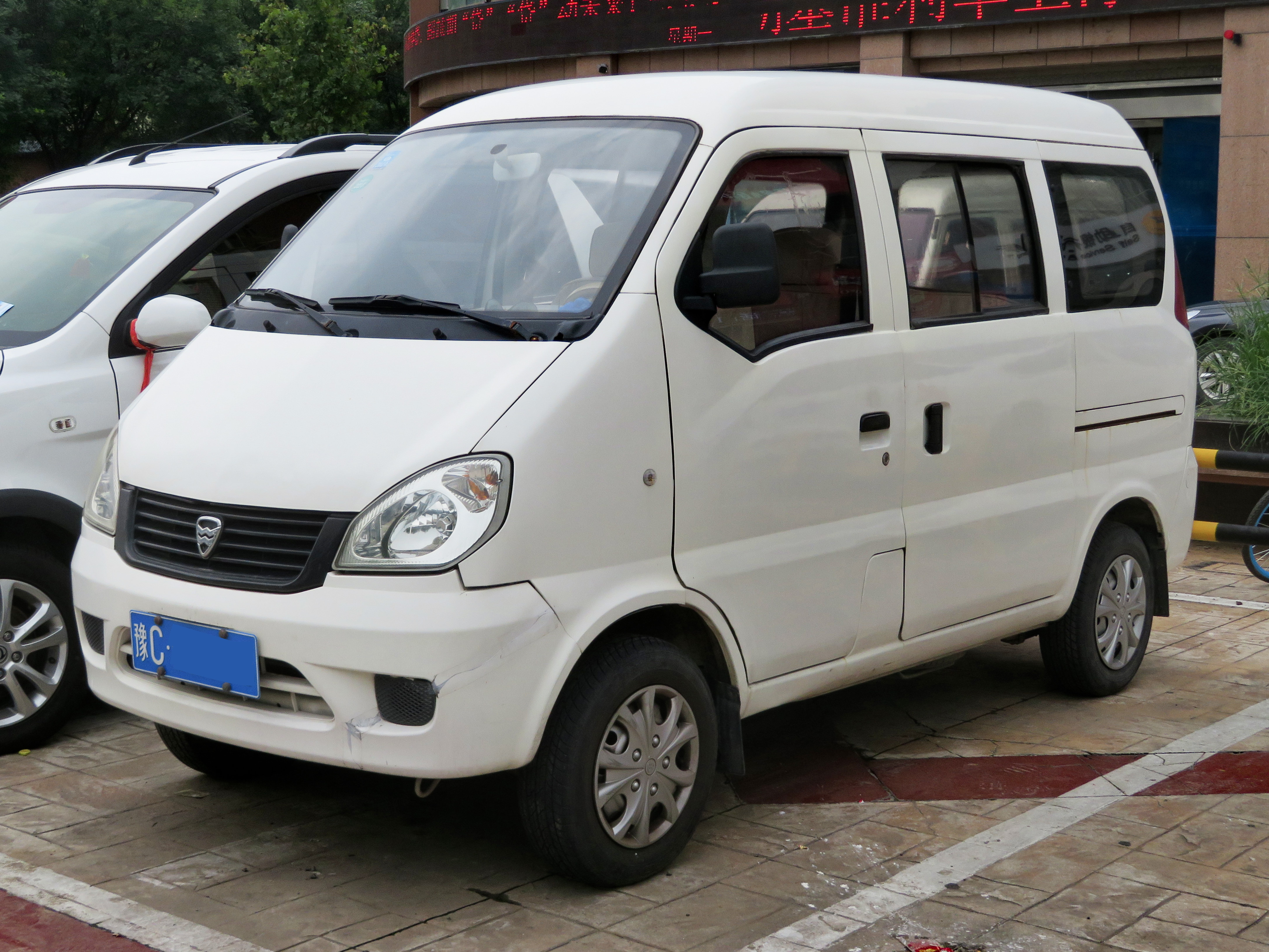
Hafei Minyi
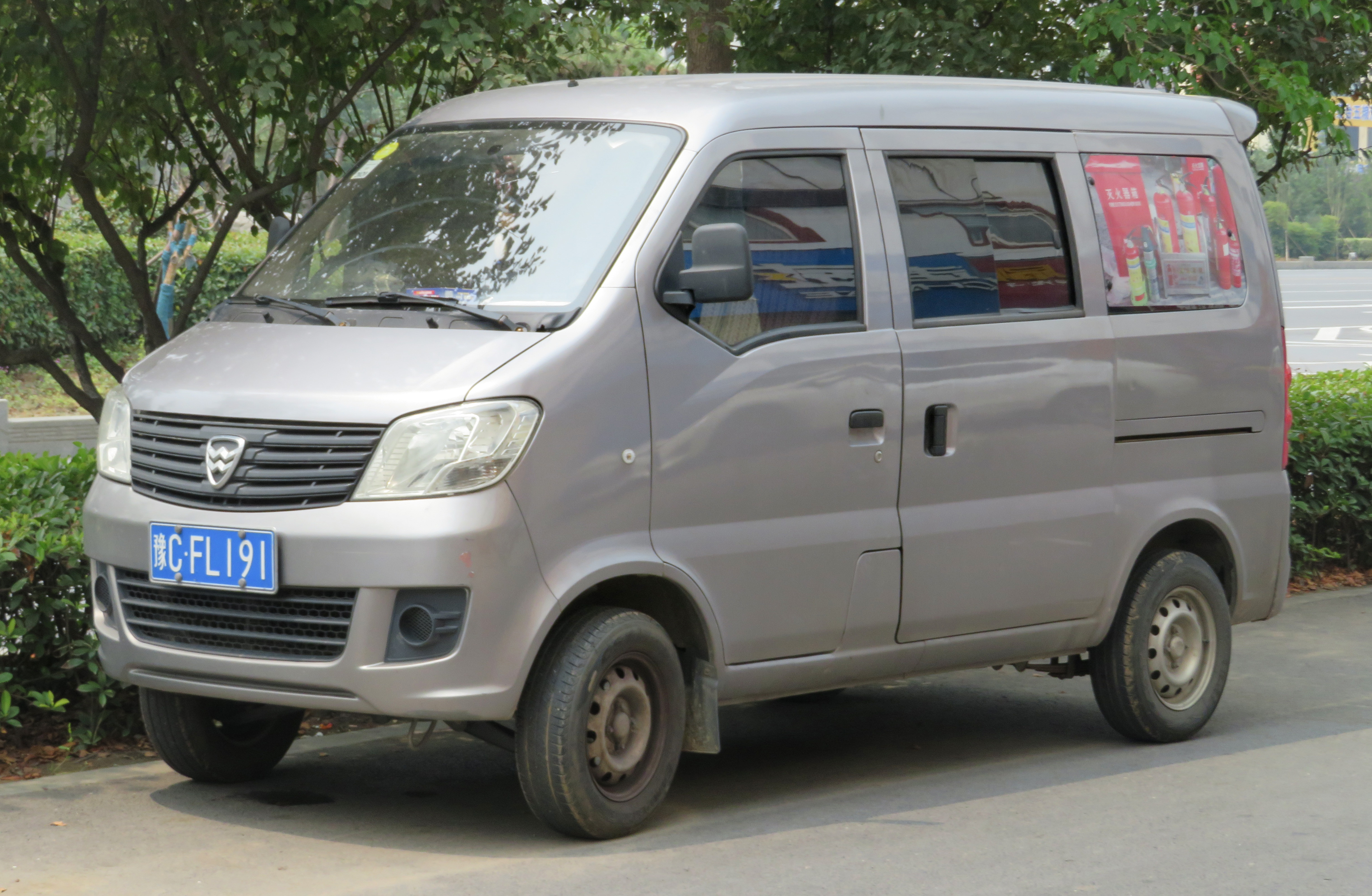
Hafei Xin-Minyi (Generación de segundo Minyi)
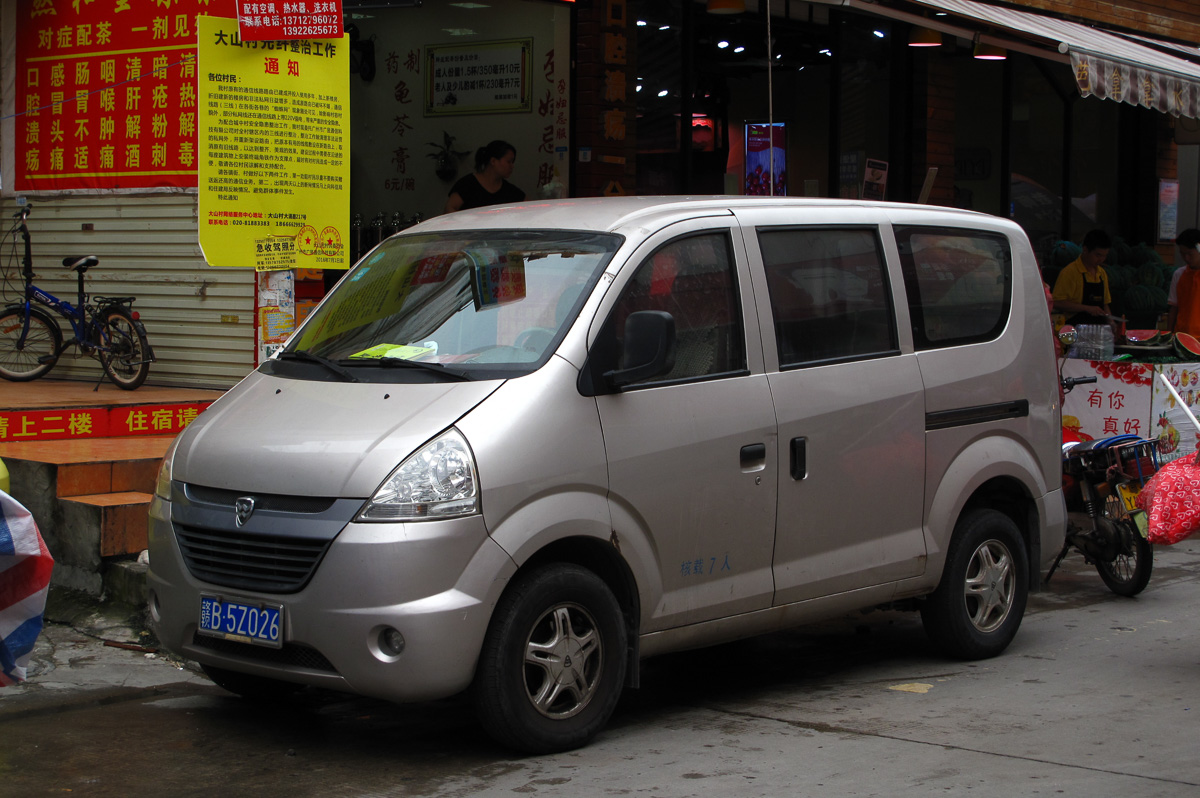
Hafei Dabawang (Luzun-Dabawang)
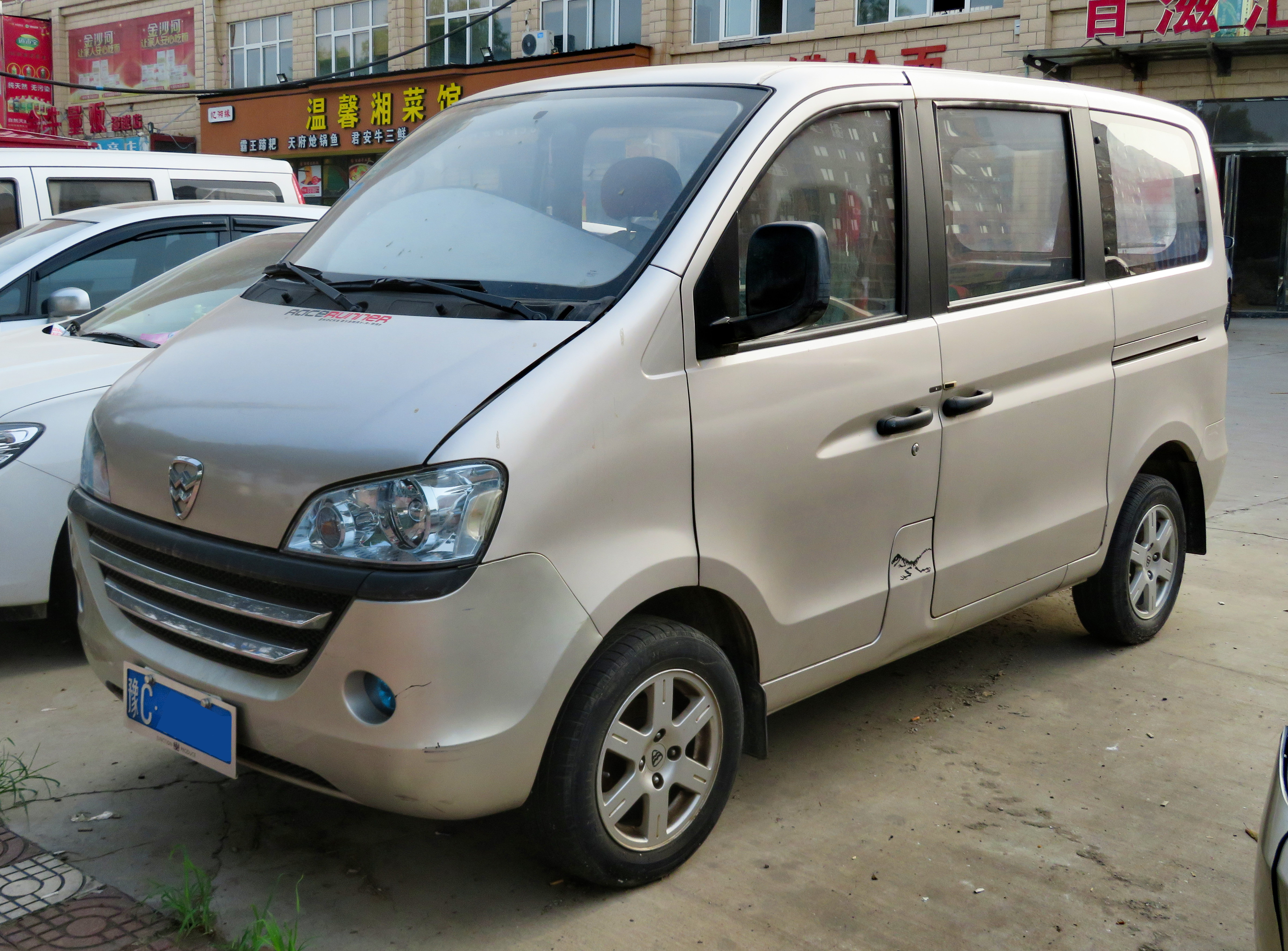
Hafei Xiaobawang (Luzun-Xiaobawang)
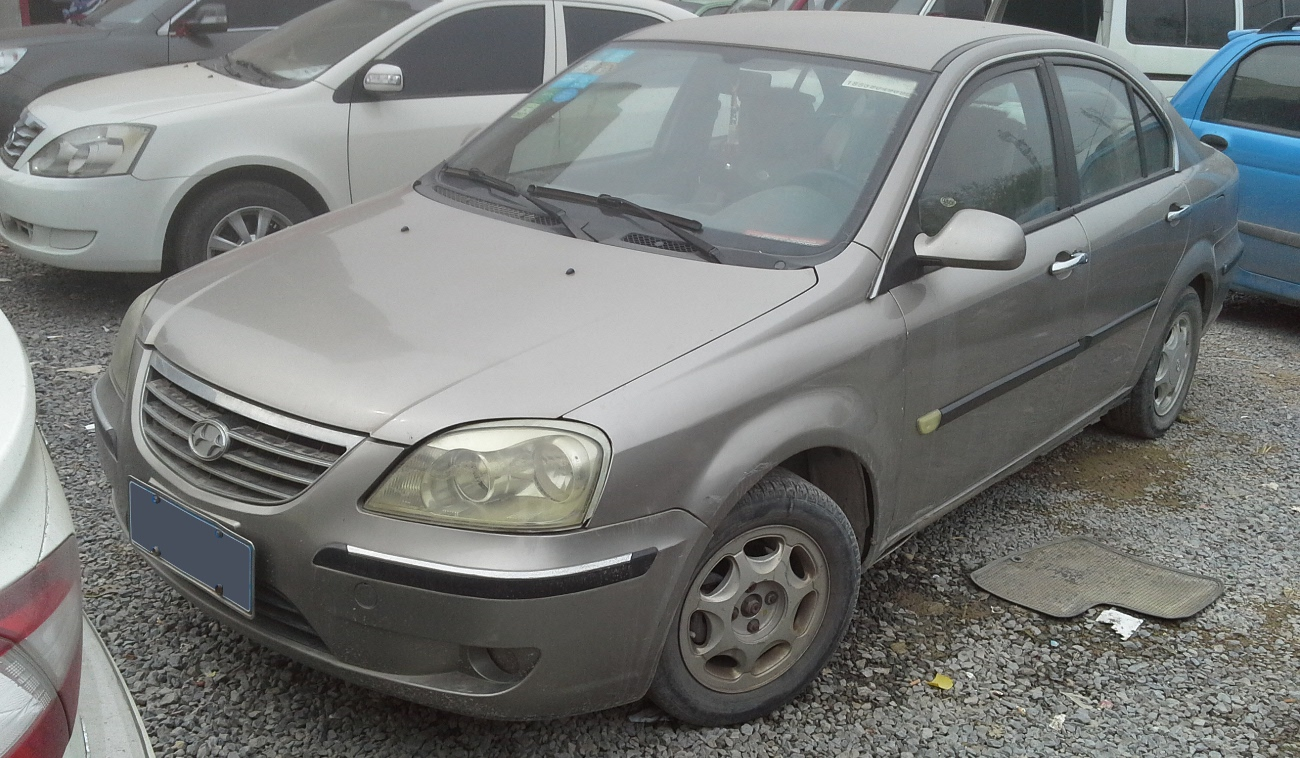
Hafei Saibao III
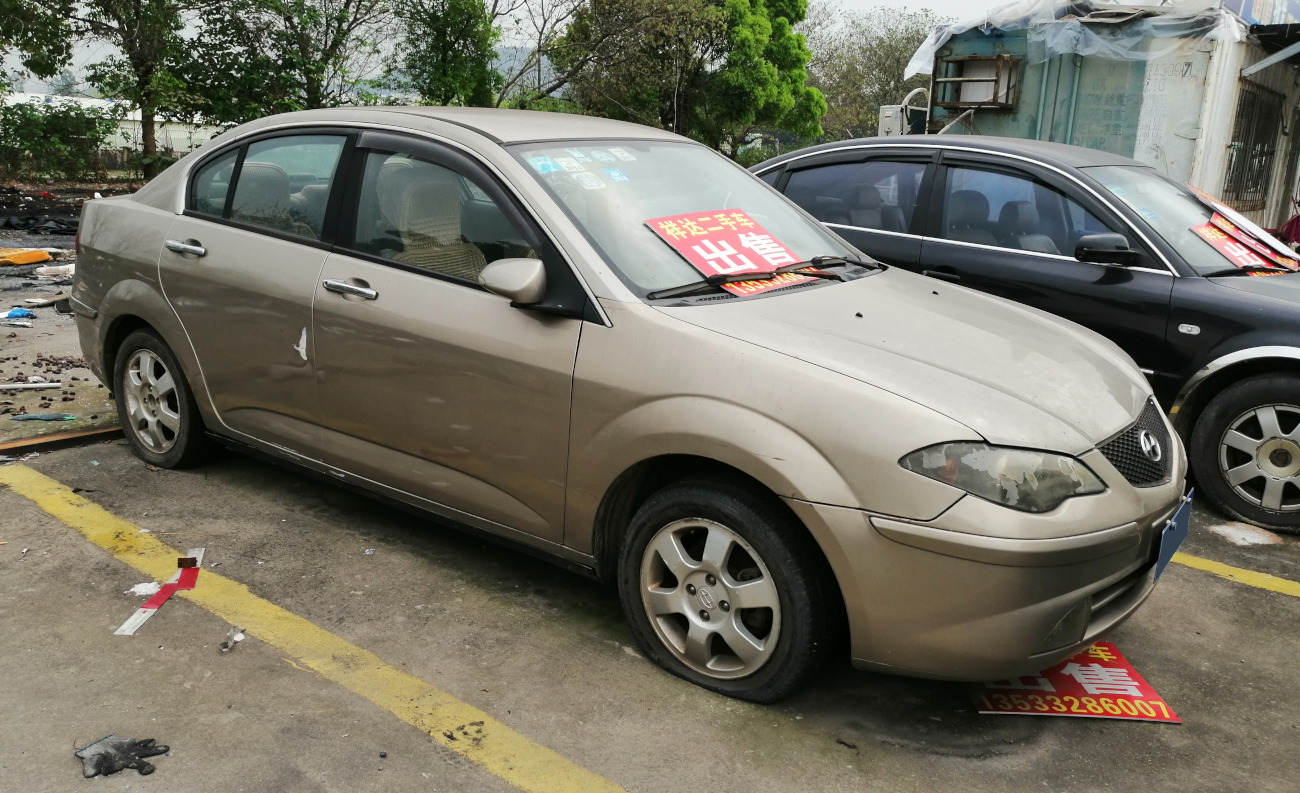
Hafei Saibao V
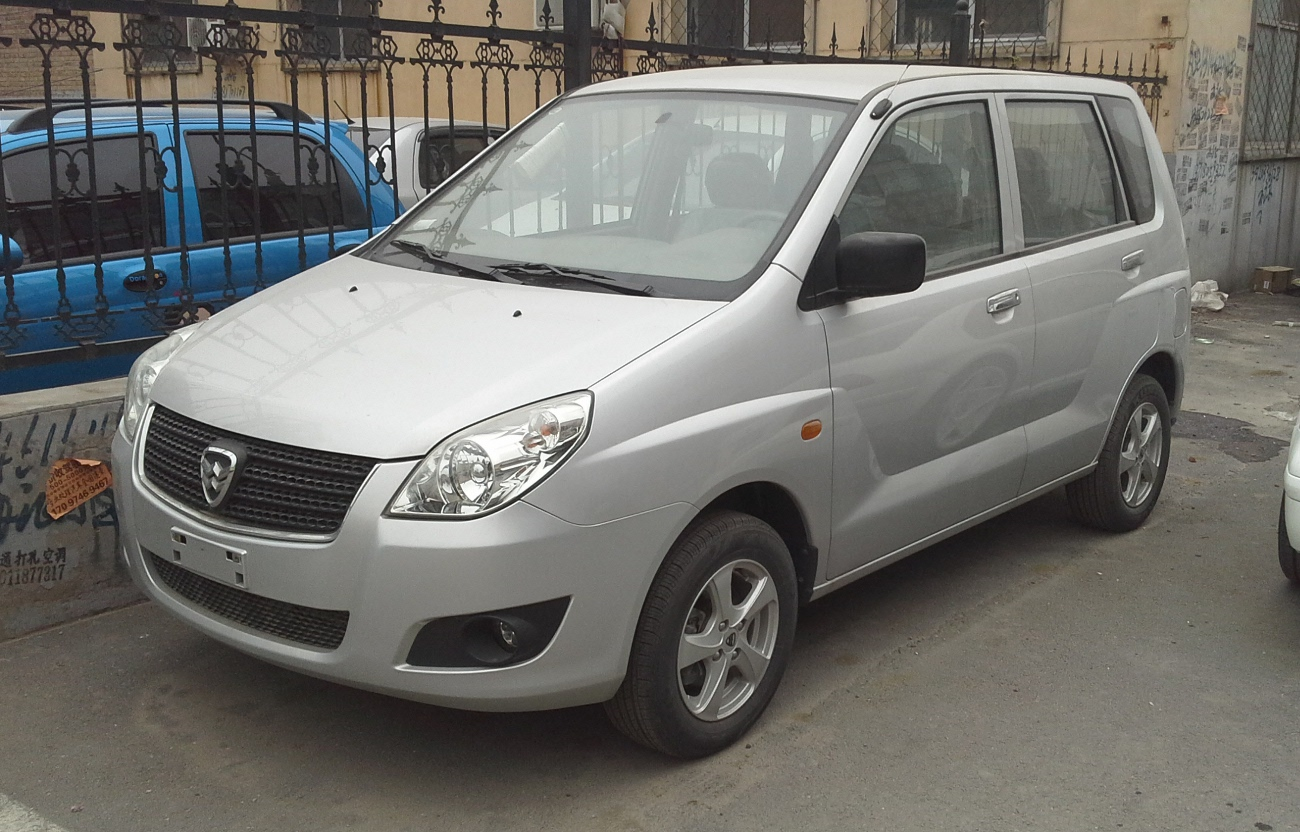
Hafei Saima facelift